# Горьке Озеро
Горьке Озеро (рос. Горькое Озеро) — селище у Здвінському районі Новосибірської області Російської Федерації.
Входить до складу муніципального утворення Сарибалицька сільрада. Населення становить 81 особа (2010).

## Історія
Згідно із законом від 2 червня 2004 року органом місцевого самоврядування є Сарибалицька сільрада.

## Населення
| 2002 | 2007 | 2010 |
| ---- | ---- | ---- |
| 156  | ↗173 | ↘81  |